# Thiên hoàng Chōkei
Chōkei (長慶天皇Chōkei-tennō) (1343 - 27 tháng 8 năm 1394) là Thiên hoàng thứ 98 của Nhật Bản theo danh sách kế thừa truyền thống. Ông trị vì từ năm 1368 đến năm 1383

## Phả hệ
Tên cá nhân của ông là Yutanari. Ông là con trai cả của Thiên hoàng Go-Murakami có với hoàng hậu là Fujiwara Masako.
- Trung cung (chūgū): con gái của Saionji Kinshige
  - Gyōgo (行悟; 1377–1406）
- Nữ ngự (Nyōgo): Noriko (không có thông tin rõ ràng)
  - Hoàng trưởng tử: Thân vương Tokiyasu (世泰親王)
- Người vợ không xác định  
  - Kaimonji Kosho (海門承朝; 1374–1443)
  - Sonsei (尊聖; 1376–1432),
  - Hoàng tử: Người sáng lập gia tộc  Tamagawa (玉川宮)

## Lên ngôi Thiên hoàng
Ngày 29/3/1368, thân vương Yutanari lên ngôi tại Đền lớn Sumiyoshi (Osaka) sau cái chết của cha mình, Thiên hoàng Go-Murakami. Ông lấy niên hiệu cũ của cha, đặt làm niên hiệu Shōhei nguyên niên (1368–1370).
Thiên hoàng Chōkei là người hiếu chiến, nhiều lần đem quân tấn công Bắc triều của các triều đại Go-Kōgon, Go-En'yū và cả vua Bắc triều mới lên ngôi là Thiên hoàng Go-Komatsu. Nhưng các cuộc chiến tranh của ông làm sức chiến đấu của quân đội hao mòn, tài chính khánh kiệt. Nhân dân chán ghét đã nổi dậy khắp nơi.
Trước tình hình đó, năm 1383 phe chủ hòa đứng đầu là Shogun Ashikaga Yoshimitsu buộc ông thoái vị, đưa thân vương Hironari là em trai thứ hai của ông vốn có tư tưởng chủ hòa lên thay và lấy hiệu là Thiên hoàng Go-Kameyama.
Đến khi đất nước thống nhất vào năm 1392, ông về sống tại chùa và mất tại đó năm 1424.
Ông không lập gia đình, không đặt chức quan nào khi đang ở ngôi.

#### Niên hiệu

##### Niên hiệu ở Nam triều
- Shōhei (1346–1370)
- Kentoku (1370–1372)
- Bunchū (1372–1375)
- Tenju (1375–1381)
- Kōwa (1381–1384)

##### Niên hiệu của Bắc triều
- Ōan (1368–1375)
- Eiwa (1375–1379)
- Kōryaku (1379–1381)
- Eitoku (1381–1384)